# Хитриченко, Иван Александрович
Иван Александрович Хитриченко (25 октября 1903, Веприн — 19 декабря 1989, Киев) — советский государственный и военный деятель, участник Великой Отечественной войны, партизан, авантюрист и коллаборационист.

## Биография
Родился 25 октября 1903 года в селе Веприн Радомышльского уезда Киевской губернии Российской империи (ныне в Радомышльском районе Житомирской области Украины).
Рано начал трудовую деятельность, в 12 лет уже работал на лесозаводе кочегаром, а затем машинистом. В 1924 году был принят в комсомол. В 1927 году, когда проходил службу в Красной армии, стал коммунистом. После демобилизации, в 1928 году, его направили Сталинским райкомом партии Киева в органы милиции, где работал в должности старшего милиционера, затем — помощника начальника отделения. В 1930 году Хитриченко окончил Киевскую школу милиции начальствующего состава, после чего занимал посты в Каневском райотделе милиции, в областном Управления милиции, был секретарем парткома Киевского гарнизона милиции. В 1934 году окончил Московскую школу милиции высшего начальствующего состава и по распределению получил назначение в город Николаев на должность заместителя начальника городского Управления милиции по политчасти.
В конце 1934 года по мобилизации ВКП(б) И. А. Хитриченко был направлен заместителем начальника политотдела Городокской районной машинно-тракторной станции Винницкой области. Затем работал заместителем директора Смотрической МТС по политчасти. С апреля 1937 года Иван Хитриченко работал вторым, затем — первым секретарем Дунаевецкого райкома партии. Хорошо проявив себя в этой деятельности, в начале августа 1938 года был назначен секретарем обкома партии по идеологической работе. Но был внезапно арестован по обвинению о причастности к правотроцкистской организации. В январе 1939 года Хитриченко был признан невиновным и освобожден.

### Великая Отечественная война
В годы Великой Отечественной войны участвовал в партизанском движении. Война застала его в Киеве, где он служил начальником 10-го отделения милиции на Демиевке. Некоторое время Хитриченко служил в немецком полицейском подразделении, охранявшем советских пленных офицеров. Был назначен начальником охраны, но при этом занимался саботажем и устраивал побеги советских военнопленных. Затем по решению подпольного горкома партии с группой товарищей по борьбе убыл в Житомирскую область, где создал партизанский отряд. В марте 1943 года произошла его встреча с командиром партизанского соединения С. А. Ковпаком. В связи с уходом Ковпака в Карпатский рейд, исполняющим обязанности начальника штаба партизанского движения в Киевской области был назначен Иван Хитриченко. Позже его партизанское подразделение было передано 13-й армии, а сам Хитриченко получил назначение на должность заместителя наркома НКВД УССР по милиции. К работе приступить не успел — был арестован и по ложному обвинению осужден на 10 лет, по некоторым источникам — за отказ подписать клевету на Сидора Ковпака.
В прессе против Хитриченко выдвигаются обвинения в том, что он большую часть войны активно сотрудничал с оккупантами:

Находясь на службе у нацистов, Хитриченко, не скрывая самого факта коллаборации, вступил в киевское подполье, после чего в нём последовала серия провалов. Столичные коммунисты обвинили полицая в работе на германскую службу безопасности – СД и приговорили к смерти.— «Обслуга двух товарищей. Сотрудники НКВД на службе у немцев», Радио Свобода

### После войны
В 1954 году Иван Александрович Хитриченко был освобожден и полностью реабилитирован. Партийной Комиссией при ЦК Компартии Украины восстановлен в партии с сохранением непрерывного стажа. Вернулся в Киев, где работал в Киевском трамвайном депо начальником отдела. Занимался общественной деятельностью — был лектором городского общества «Знание», уделял внимание патриотическому воспитанию молодежи.
Умер 19 декабря 1989 года и был похоронен на Быковнянском кладбище (посёлок Быковня). Награждён многими медалями. Его дочь — Людмила Хитриченко-Болилая.

## Произведения
Хитриченко И. А. Тропой народного гнева : [восп.] / И. А. Хитриченко; лит. запись В. Грузина. — К.: Полдитиздат Украины,1990. — 304 с.

## Память
- В селе Веприн Радомышльского района в честь известного партизанского командира открыта мемориальная доска.[2][7]
- В селе Кодра Радомышльского района действует музей его имени.
- В Киеве одна из средних школ носит его имя.[8]